# Haus Sachsen-Meiningen

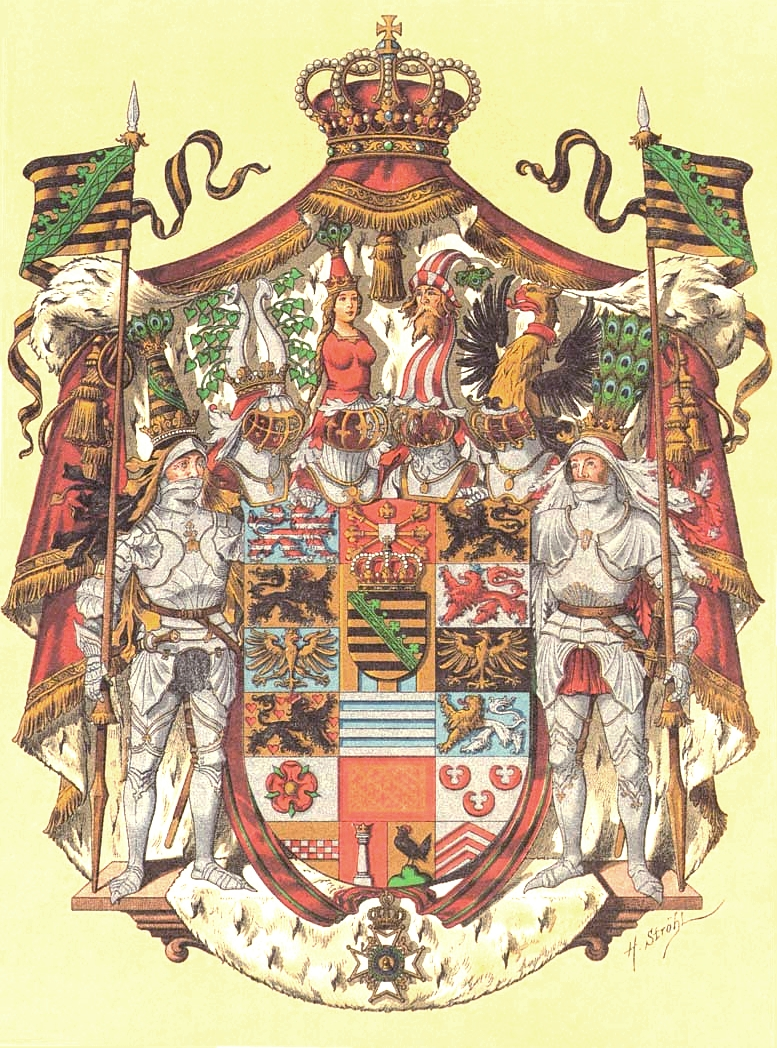
Wappen des Hauses Sachsen-Meiningen

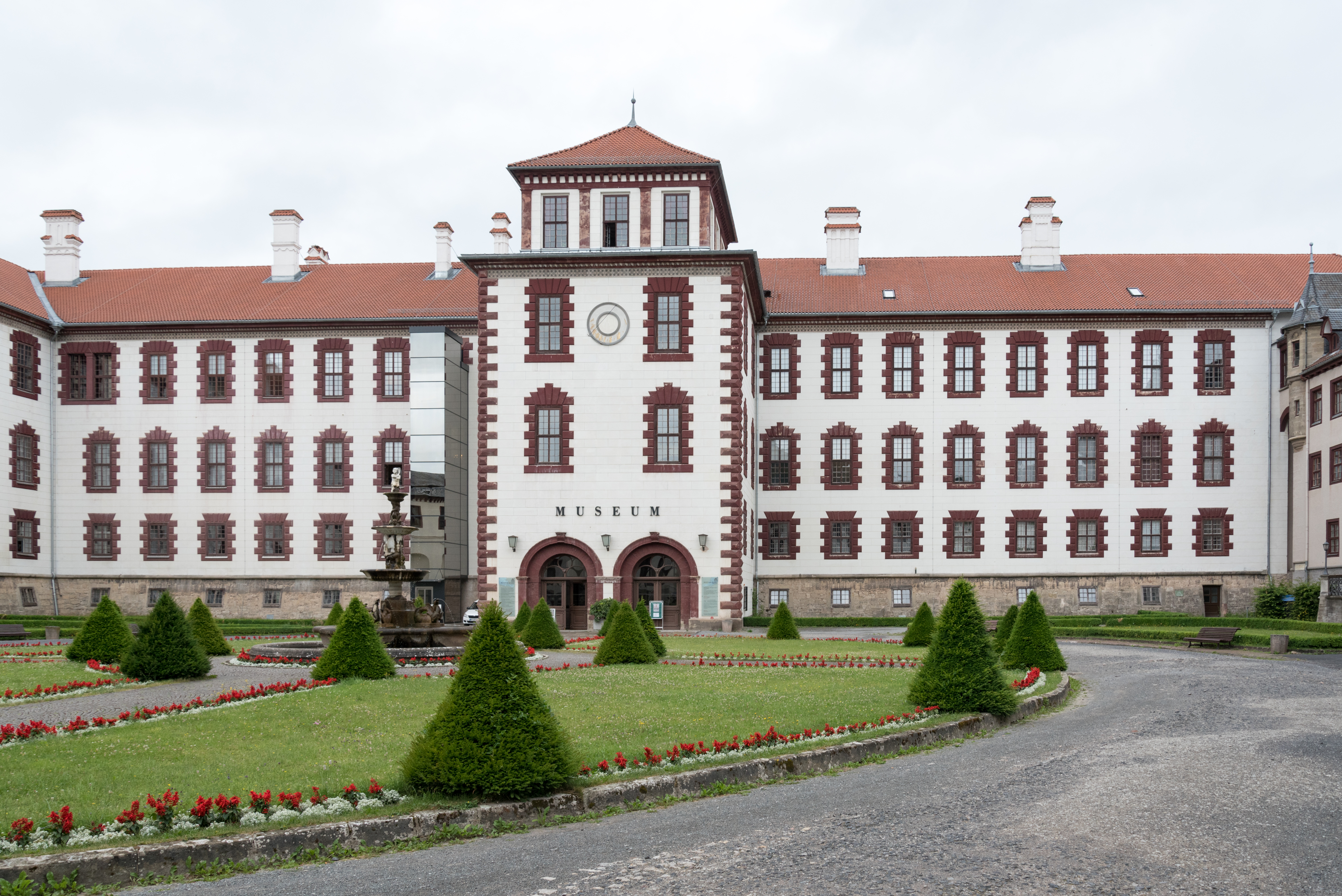
Residenzschloss Elisabethenburg

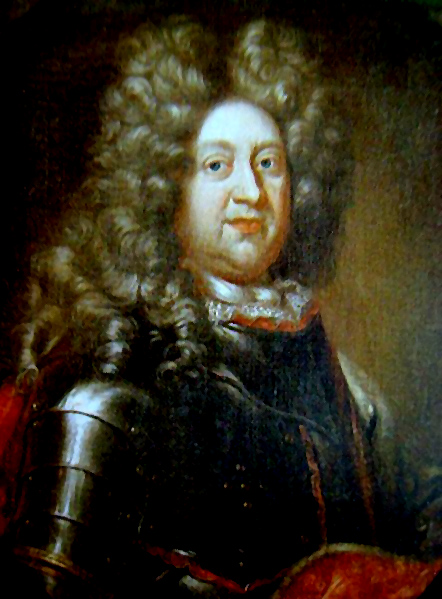
Bernhard I., erster Herzog von Sachsen-Meiningen

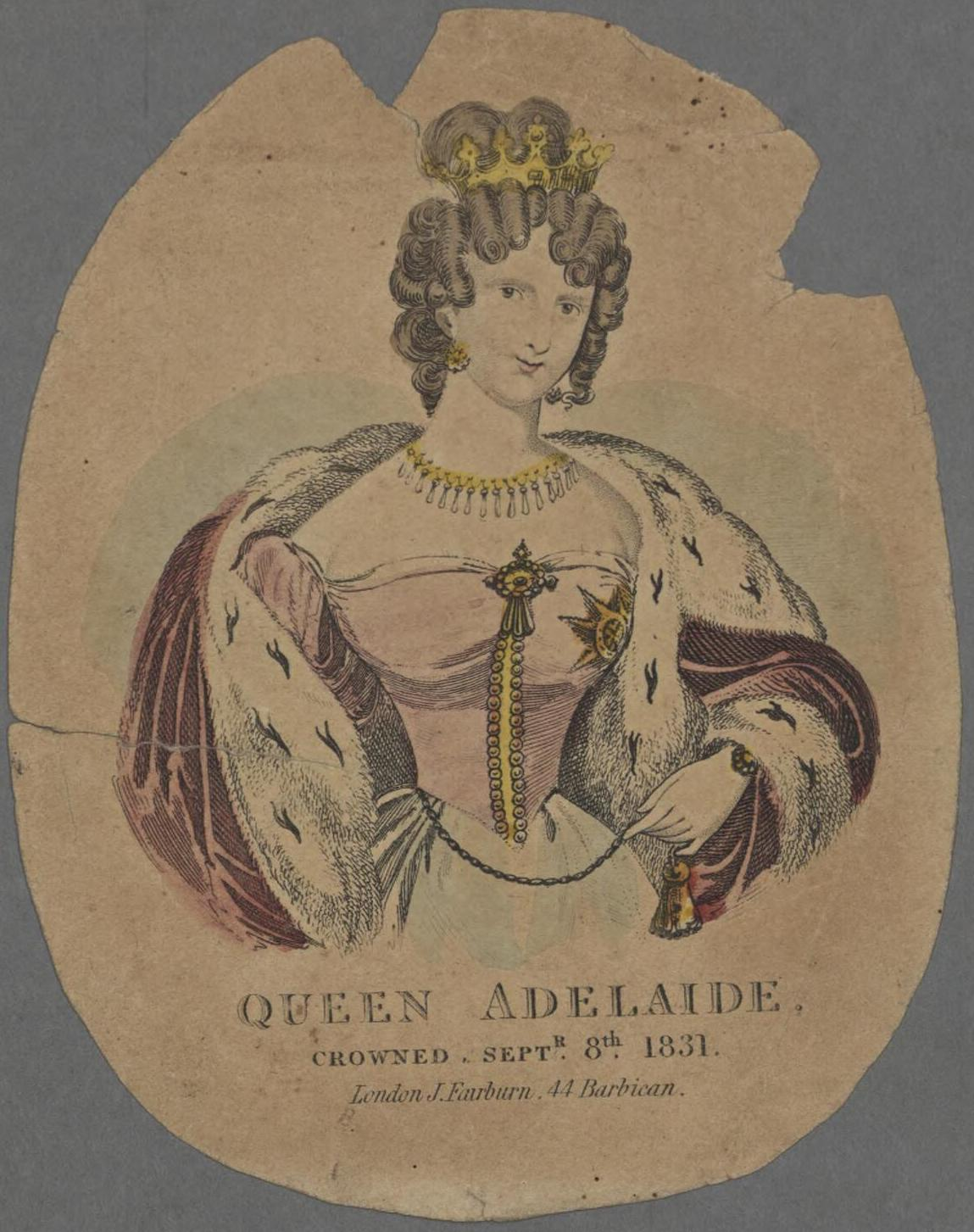
Bernhards I. Urenkelin Adelheid wurde als einzige Tochter des Hauses zu einer Königin.

Das Haus Sachsen-Meiningen ist ein deutsches Fürstenhaus, das von 1680 bis zum Ende der Monarchie im Jahr 1918 das Herzogtum Sachsen-Meiningen regierte und damit dem deutschen Hochadel angehörte. Es handelt sich um eine Linie der Ernestiner, die wiederum die ältere Linie des Hauses Wettin bilden. Seine Residenz lag in der Stadt Meiningen im heutigen Südthüringen. Im Vergleich etwa zum verwandten Haus Sachsen-Coburg und Gotha ist es recht wenig verzweigt.

## Geschichte

### Entstehung und erste Jahre
Fünf Jahre nach dem Tod Ernsts des Frommen, des Herzogs von Sachsen-Gotha(-Altenburg), im Jahr 1675 kam es 1680 beim Gothaer Hauptrezess zu einer Erbteilung unter seinen sieben Söhnen. Drei davon hinterließen selbst keine Erben, die übrigen vier Linien blühten weiter: das Haus Sachsen-Gotha-Altenburg als älteste Linie (erloschen 1825), das Haus Sachsen-Hildburghausen (1826 umbenannt in Haus Sachsen-Altenburg) als drittälteste Linie (erloschen 1991) sowie die beiden auch gegenwärtig (Stand: 2022) noch blühenden Linien Haus Sachsen-Coburg-Saalfeld (1826 umbenannt in Haus Sachsen-Coburg und Gotha) als jüngste Linie und das Haus Sachsen-Meiningen.
Das Haus Sachsen-Meiningen geht auf Herzog Bernhard I. (1649–1706), den dritten Sohn Ernsts des Frommen und seiner Gemahlin Elisabeth Sophia (1619–1680), zurück und bildete die zweitälteste überlebende der vier 1680 entstandenen Linien – und bei Einbeziehung von Sachsen-Weimar die drittälteste ernestinische Linie. Bernhard I. bekam das bei der Teilung 1680 neugebildete und im heutigen Südthüringen gelegene Herzogtum Sachsen-Meiningen, das bspw. im Gegensatz zum ebenfalls neugebildeten Sachsen-Eisenberg auch sofort die volle Souveränität vom Herzogtum Sachsen-Gotha-Altenburg erlangte und damit seither bis auf seinen Status als unmittelbarer Teil des Heiligen Römischen Reiches landeshoheitlich unabhängig war. Der erste Herzog ließ die vormals bischöflich-würzburgische Burg Meiningen bis 1692 zur barocken Residenz Schloss Elisabethenburg umgestalten. Dort befand sich auch die Fürstengruft des Hauses Sachsen-Meiningen, später diente als Grablege die Herzogliche Gruftkapelle.

### Nachfahren Ernst Ludwigs I. und existenzielle Krise
Auf Bernhard I. folgte dessen ältester Sohn Ernst Ludwig I. (1672–1724), der zur Vermeidung weiterer Erbteilungen die Primogenitur für seine vier Söhne einführte. Einer starb bereits als Säugling, der erstgeborene Erbprinz Joseph Bernhard (1706–1724) jedoch knapp ebenfalls noch vor Ernst Ludwig I., weshalb der zweitgeborene Sohn Ernst Ludwig II. (1709–1729) die Nachfolge als Herzog antrat. Er stand allerdings unter Vormundschaft und verstarb anderthalb Jahre vor Erreichen des damaligen Erwachsenenalters von 21 Jahren. Ebenso kinderlos und unverheiratet blieb sein Nachfolger Karl Friedrich (1712–1743), der zunächst bis 1733 ebenfalls unter Vormundschaft gestanden hatte. Damit waren sämtliche Söhne Ernst Ludwigs I. ohne Nachfahren verstorben und die eingeführte Primogenitur wieder hinfällig. Allerdings lebten noch zwei jüngere Brüder Ernst Ludwigs I., die 1743 gemeinsam das Erbe antraten.
Friedrich Wilhelm (1679–1746) stammte dabei noch aus der ersten Ehe Bernhards I. mit Marie Hedwig von Hessen-Darmstadt (1647–1680), verstarb allerdings schon drei Jahre später ebenfalls kinderlos. Seither war Anton Ulrich (1687–1763), der jüngste Sohn Bernhards I. aus zweiter Ehe mit Elisabeth Eleonore von Braunschweig-Wolfenbüttel (1658–1729), alleinregierender Herzog. Mittlerweile befand sich das Haus Sachsen-Meiningen in einer existenzbedrohenden Lage, mit seinem Erlöschen war zu rechnen. Denn Anton Ulrichs Kinder, unter ihnen der einzige überlebende Sohn Bernhard Ernst (1716–1778), stammten aus seiner im Fürstenhaus als skandalös empfundenen, unebenbürtigen ersten Ehe mit der Bürgerlichen Philippine Elisabeth Cäsar (1686–1744) und wurden 1744 von der Erbfolge in Sachsen-Meiningen ausgeschlossen.

### Nachfahren Anton Ulrichs und deutliche Gebietsgewinne
Um den Fortbestand des Hauses zu sichern, ehelichte Anton Ulrich als 63-Jähriger 1750 die 43 Jahre jüngere Charlotte Amalie von Hessen-Philippsthal (1730–1801) und zeugte mit ihr noch acht Kinder. Karl (1754–1782) war Anton Ulrichs ältester Sohn aus zweiter Ehe und folgte ihm als Herzog, stand jedoch noch bis zum Erreichen der Volljährigkeit 1775 unter der Vormundschaft seiner Mutter. Bis 1782 regierte er noch gemeinsam mit ihr, dann für kurze Zeit bis zu seinem Tod zusammen mit seinem jüngeren Bruder und Nachfolger Georg I. (1761–1803). Er hatte zunächst nur zwei Töchter, deren ältere, Adelheid (1792–1849), als erste Angehörige des Hauses Sachsen-Meiningen einen adelsrechtlich deutlich höheren Rang erreichte: Als Gattin Wilhelms IV. (1765–1837) war sie 1830 bis 1837 Königin von Großbritannien und Irland sowie von Hannover; sie wurde zur Namensgeberin der australischen Metropole Adelaide. Doch war ein längerfristiges Fortbestehen des Hauses Sachsen-Meiningen erneut ungewiss, bis drei Jahre vor Georgs Tod mit Bernhard II. (1800–1882) doch noch ein Erbprinz geboren wurde. Er stand bis 1821 unter Vormundschaft seiner Mutter Louise Eleonore zu Hohenlohe-Langenburg (1763–1837).
Nachdem im Februar 1825 Sachsen-Gotha-Altenburgs letzter Herzog Friedrich IV. verstorben und damit auch das Haus Sachsen-Gotha-Altenburg – die älteste der 1680 entstandenen Linien – im Mannesstamm erloschen war, entbrannte unter seinen Erben ein Streit um die Nachfolge bzw. um eine mögliche Aufteilung der Gebiete. Nach zähen Verhandlungen unter Vermittlung des sächsischen Königs Friedrich August des Gerechten, bei denen Bernhard II. erfolgreich gegen Sachsen-Weimars alleinige Erbansprüche aufbegehrt hatte, kam es schließlich zu einer Einigung, die im Teilungsvertrag zu Hildburghausen vom November 1826 endgültig festgeschrieben wurde. Dieser Vertrag sah umfangreiche Gebietserweiterungen für Sachsen-Meiningen vor. Es erhielt weitgehend das Herzogtum Sachsen-Hildburghausen, den Saalfelder Teil von Sachsen-Coburg-Saalfeld sowie kleinere Teile Sachsen-Gothas. In der Folge wurde auch vom Herzog von bzw. Haus von Sachsen-Meiningen-Hildburghausen gesprochen.

### Nachfahren Bernhards II. und Entwicklung nach Ende der Monarchie
Kurz nach Ende des Deutschen Kriegs, in dem er gegen Preußen Partei ergriffen hatte, musste Bernhard II. nach 45 Jahren Regierungszeit 1866 zugunsten seines Sohnes Georg II. (1826–1914) abdanken. Der neue, als „Theaterherzog“ bekannte Landesherr brachte es sogar auf 48 Regierungsjahre. Verglichen mit den häufigen Erbfällen früherer Jahre gab es im 19. Jahrhundert folglich eine bemerkenswerte personelle Kontinuität an der Spitze des Herzogtums. Aus Georgs II. erster Ehe mit Charlotte von Preußen (1831–1855) stammte sein ältester Sohn Bernhard III. (1851–1928), der ihm 1914 als letzter Herzog von Sachsen-Meiningen folgte. Er regierte bis zur Abschaffung der Monarchie im Zuge der Novemberrevolution 1918 und war ebenfalls mit einer Prinzessin namens Charlotte von Preußen (1860–1919) verheiratet. Sie war die älteste Tochter von Kaiser Friedrich III., was Bernhard III. schließlich zum Schwager von Kaiser Wilhelm II. werden ließ.
Die einzige Schwester Bernhards III. war die Musikerin und Komponistin Marie Elisabeth von Sachsen-Meiningen (1853–1923). Bernhard III. hatte keinen Sohn, sondern in Feodora (1879–1945) eine Tochter, so dass nach seinem Tod als nächster Chef des Hauses Sachsen-Meiningen sein Halbbruder Ernst (1859–1941) aus Georgs II. zweiter Ehe mit Feodora zu Hohenlohe-Langenburg (1839–1872) folgte, der von 1914 bis 1918 letzter Erbprinz Sachsen-Meiningens gewesen war. Ihn überlebten zwar zwei seiner fünf Söhne, doch sie entstammten einer morganatischen Ehe, trugen den unebenbürtigen Titel Freiherr von Saalfeld und waren damit von der Erbfolge ausgeschlossen. Auch war Ernsts jüngerer Bruder Friedrich (1861–1914) längst nicht mehr am Leben; er war der erste im Ersten Weltkrieg gefallene preußische General.
Nächstes Oberhaupt des Hauses Sachsen-Meiningen wurde dadurch Friedrichs Sohn Georg (1892–1946), dessen Tochter Regina (1925–2010) als Gattin des vormaligen österreichischen Kronprinzen Otto von Habsburg (1912–2011) Bekanntheit erlangte. Georgs älteste Schwester Feodora (1890–1972) war letzte Großherzogin von Sachsen. Georgs einziger ihn überlebender Sohn Friedrich Alfred (1921–1997) kam als Mönch nicht für seine Nachfolge in Frage, so dass Georgs Bruder Bernhard (1901–1984) ihn 1946 als Chef des Hauses Sachsen-Meiningen beerbte. Heutiger Chef des Hauses ist dessen Sohn Friedrich-Konrad (* 1952) aus zweiter Ehe. Da er unverheiratet und kinderlos ist, bestimmte er seinen Neffen Constantin (* 1980), den Sohn seines älteren Halbbruders Friedrich-Ernst (1935–2004), zu seinem Nachfolger.

## Stammliste
Bedingt durch die mehrfache Erbfolge nachgeborener Söhne gehört der 1952 geborene Friedrich-Konrad erst der achten Generation des Hauses Sachsen-Meiningen an, der mittlere Generationenabstand beläuft sich auf etwa 43 Jahre.